# Tsuda Umeko

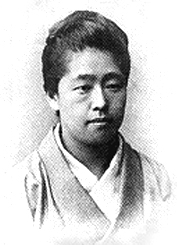
Tsuda Ume

Tsuda Ume (later Umeko, Japans: 津田 梅子) (Edo, 31 december 1864 - Kamakura, 16 augustus 1929), kwam op voor onderwijs voor vrouwen in Japan. Tsuda Ume was de tweede dochter van Tsuda Sen en Tsuda Hatsuko.

## De Iwakura-missie
Na een bezoek aan het Westen, stelde Kuroda Kiyotaka aan de regering voor om een groep jonge meisjes naar de Verenigde Staten te sturen. Men geloofde dat een goede opleiding voor de toekomstige vrouwen en moeders zou bijdragen tot een welvarend land, zodat Japan de ongelijke handelsverdragen zou kunnen wijzigen.
Iwakura Tomomi stond achter het voorstel en er werden meteen vrijwilligers gezocht. Ondanks het genereuze aanbod van de regering – een tienjarig verblijf in de VS met gratis opleiding, reis en 800 dollar zakgeld – meldden er zich maar vijf aan: Yoshimasu Ryōko (14), Ueda Teiko (14), Yamakawa Sutematsu (11), Nagai Shigeko (7) en Tsuda Ume (6). Zij waren de eersten die een buitenlandse opleiding zouden krijgen.

## Vertrek uit Japan
In december van 1871 hadden de vijf meisjes een audiëntie bij Keizerin Haruko. Dit was een duidelijk teken van de keizerlijke goedkeuring van de rol van de vrouw in de modernisering van Japan. Dezelfde maand vertrokken ze vanuit Yokohama naar de Baai van Tokio, waar ze met het schip "America" naar de Verenigde Staten vertrokken.
Het was een zware reis. De meisjes zaten vier weken lang met vijven in een kleine kajuit en Yoshimasu Ryōko werd seksueel misbruikt.

## Verblijf in Amerika
Na hun reis van San Francisco naar Washington, werden de meisjes onder de bescherming geplaatst van Mori Arinori, die de verantwoordelijkheid overdroeg aan Charles Lanman. Ze werden ondergebracht in een gehuurd huis en opgevoed door een gouvernante. Hun Engels ging er echter niet op vooruit en na zes maanden werd beslist ze bij verschillende families te plaatsen. De twee oudsten keerden terug naar huis door ziekte en heimwee. Ume ging terug naar Georgetown om bij Charles Lanman en zijn vrouw Adeline te gaan wonen. Ze ging daar naar het Collegiaal Instituut en kreeg een opvoeding die typisch was voor meisjes van de middenklasse. Na deze studies, zette ze haar opleiding verder aan het Archer Instituut, waar veel dochters van politici en bureaucraten studeerden. Eén jaar na haar aankomst besloot ze zich te bekeren tot het christendom.
Gedurende de periode van haar verblijf in de Verenigde Staten, hield Ume contact met haar familie. Ze schreef hen regelmatig brieven in het Engels, waarin ze sprak over haar vriendschap met Sutematsu en Shigeko. De meisjes zagen elkaar regelmatig, en samen planden ze hun toekomstige bijdrage aan Japan. Met de hulp van Alice Bacon, Sutematsu's pleegzus, zouden ze een school voor meisjes oprichten in Japan. Tsuda woonde elf jaar in de Verenigde Staten, en keerde terug naar Japan in 1882.

## Terug in Japan
Tijdens haar verblijf in Amerika was ze bijna al haar Japans vergeten, zelfs de communicatie met haar familie verliep niet zonder problemen. Haar zus en vader spraken wel Engels, maar ze moest altijd op een van beide een beroep doen om met haar moeder te kunnen praten. Waar ze het nog moeilijker mee had, was de positie van de vrouw in Japan. Nadat ze zo gewend was geworden aan de uitbundige, onafhankelijke levensstijl in het westen, vond ze de Japanse vrouwen erg teruggetrokken en afhankelijk. Ze leidde daardoor het eerste jaar een erg geïsoleerd en eenzaam leven, en was blij wanneer ze op bezoek kon gaan bij Sutematsu of Shigeko. Net zoals in Amerika, werd ze nu ook in haar eigen land als buitenstaander beschouwd.
Ume geloofde dat sociale hervormingen enkel zouden plaatsvinden door toedoen van de middenklasse, omdat ze de adel te immoreel vond. Veel hooggeplaatste mannen waren getrouwd met geisha's en er werd nog altijd gebruikgemaakt van het systeem van concubines. Wat Ume niet begreep was dat de seksuele exploitatie van de geisha's, de prostitutie en het concubine systeem allemaal deel uitmaakte van de sociale orde. Ze nam aan dat wanneer gewone vrouwen opgeleid zouden worden in conversatie en andere sociale vaardigheden, geisha's al snel zouden verdwijnen. Hoewel meisjes nu vaak werden opgeleid na het huwelijk om met hun man te kunnen verschijnen op publieke gebeurtenissen, vond Ume een opleiding belangrijk voor het individu. Dit druiste in tegen de opvatting van de regering, die een opleiding voor vrouwen zag als een versterking van het land.
Na deels mislukte educatieve experimenten in jaren 1870, was de regering minder enthousiast geworden over de opleiding van vrouwen. Ume had het altijd vanzelfsprekend gevonden dat, wanneer ze terug in Japan was, de regering beroep op haar zou doen. Haar brieven aan de minister van opvoeding werden echter genegeerd. Door opstanden een paar jaar eerder, werd politieke oppositie nu snel onderdrukt en zo werden de vrouwen in 1880 nog meer rechten ontnomen. Het antiwesterse sentiment nam ook toe, en de in het buitenland opgeleide en verwesterde Ume zou nooit gekozen worden om les te geven.
De eerste van de drie meisjes die trouwde was Shigeko, Sutematsu volgde een paar jaar later. Ume was vastbesloten nooit te trouwen, tenzij ze dat zelf wilde. Zo zou ze sociaal niet aanvaard worden, maar ze stelde haar onafhankelijkheid voorop. Ze erkende ook dat ze een Amerikaans noch een Japans huwelijk zou kunnen laten slagen. Ze was niet zo stil en onderdanig als van een Japanse vrouw verwacht werd, en de kans om alleenstaande Amerikaanse mannen te ontmoeten kreeg ze niet. Door Sutematsu's huwelijk met Ōyama, was Ume nog eenzamer dan daarvoor en verdween de kans om samen een school op te richten.
Midden 1883 besefte Ume dat de regering niets voor haar zou doen, en begon ze met het plannen van haar eigen kostschool. Het ging echter meer om een hoop dan om concrete plannen, want ze had geen geld of connecties. Ze besloot daarom een voorlopige positie aan te nemen op een van de missiescholen. In de tijd die volgde ontmoette ze veel belangrijke diplomaten, dankzij de diners die Sutematsu organiseerde. Zo kwam ze in contact met Itō Hirobumi, een van de machtigste mannen in de regering. Hij zorgde ervoor dat ze de leiding kreeg over het Engelse departement in een kleine eliteschool en ze trok bij hem en zijn vrouw in. Datzelfde jaar werd ze ook aangenomen als deeltijds mentor voor de zonen van Mori Arinori. Na de terugkeer naar haar ouderlijk huis, werd ze aangenomen als leerkracht Engels in de Peeresses' School die was opgericht door Itō Hirobumi. Het was een school die enkel bedoeld was voor de hogere klassen. Ze was echter niet tevreden over het beleid dat de opvoeding bedoeld was om meisjes en vrouwen te trainen om gehoorzame vrouwen en moeders te worden. Alice Bacon, Sutematsu's beste vriendin, kwam één jaar lesgeven aan de Peeresses' School en woonde die tijd samen met Ume in een gehuurd huis. Ume overtuigde haar school om haar betaald verlof te geven, zodat ze aan Bryn Mawr College kon gaan studeren. In 1889 vertrok Ume op 24-jarige leeftijd voor de tweede maal naar de Verenigde Staten.

## Tweede reis naar Amerika: Studie aan Bryn Mawr College
De sfeer in het college was stimulerend, gedisciplineerd en intellectueel. De meeste vrouwen waren ongeveer even oud als Ume en een groot deel van hen waren leerkrachten geweest voordat ze hadden besloten verder te studeren. Ze streefden naar persoonlijk succes, maar toch deelden ze allemaal het plichtsgevoel om te werken voor de vooruitgang van de vrouwen. Ondanks Ume's drukke leven, ging het heel goed met haar studies. Hoewel iedereen verwacht had dat ze zich vooral met taal ging bezighouden, koos ze voor biologie, een vak dat in Japan als uitsluitend voor mannen werd beschouwd.
Ume gaf informele besprekingen over de vrouwen in haar land terwijl ze met Alice Bacon werkte aan "Japanese Girls and Women". Omdat er zoveel interesse was voor het onderwerp, begon ze een grote campagne om steun te zoeken voor de opleiding voor Japanse vrouwen.
Ze slaagde in haar opdracht en het "Philadelphia Committee" werd opgericht onder leiding van Mary Morris en M. Carey Thomas, decaan van Bryn Mawr College. Ume werd voor het eerst in haar leven niet als buitenstaander beschouwd. Het comité bestond uit vijftien leden, die jaarlijks lidmaatschapsgeld betaalden. Zo gingen ze van start met meer dan vierduizend dollar. Ze keerde in 1892 terug naar Japan na bijna achtduizend dollar te hebben verzameld voor schoolbeurzen.

## Kansen in Japan
De jaren in de Verenigde Staten hadden haar inzicht gegeven in de organisatie en de dagelijkse werking van de verschillende scholen die ze er had bezocht. Ook had ze tijdens haar campagne belangrijke lessen in publiek spreken en geldinzameling geleerd. Ze begon dan ook meteen haar schoolbeurs te promoten in Tokio. Daar werd een tak van het Philadelphia Committee opgericht, bestaande uit vier vrouwen en vier mannen. Een van de leden was Nagai Shigeko, die 21 jaar eerder met Ume naar de Verenigde Staten was vertrokken. Hoewel het comité er op stond dat de beurs openstond voor elk meisje, beperkte Ume het aantal kandidaten door hen te vragen zelf hun reis te betalen en westerse kleding te kopen.
Tijdens deze periode gaf ze ook les aan de Meiji Jogakkō, opgericht door een leerling van haar vader. De vrije opvoeding gebaseerd op de Christelijke leer, zorgde voor een verrassend individualisme bij de leerlingen. En veel van de leden van de school deelden Ume's ideeën en waarden.
In 1893 vertrokken Ume's vader Sen, haar oudere zuster Koto en Koto's man naar de Verenigde Staten. Het jaar daarna vertrok haar broer Mochika naar Hokkaido, en stierf haar jongere zus door hart- en nierproblemen. Dit was een erg moeilijke periode voor Ume en ze bekende aan een van haar vriendinnen van Bryn Mawr dat ze eigenlijk alles zou willen achterlaten, maar het niet kon door haar plichtsgevoel. Ze had nog steeds erg weinig invloed, mede door de nieuwe tekstboeken waarin de verplichting van de vrouwen stonden volgens het ryōsai kembo ideaal.

## Vertegenwoordiging van Japan in het buitenland
Net zoals wanneer ze voor de eerste keer uit de Verenigde Staten was teruggekeerd was ook nu de regering niet geïnteresseerd in Ume's prestaties, tenzij in haar vlot gebruik van Engels en haar kennis van de Amerikaanse cultuur. Ze werd gebruikt als vertegenwoordigster van de officiële kijk op de Japanse vrouwen en hun opleiding. In 1893 werd ze gevraagd bij te dragen aan "Japanese Women", een publicatie voor een expositie in Chicago. Vijf jaar later werd er van haar gevraagd om Japan te vertegenwoordigen op de bijeenkomst van vrouwen verenigingen in Colorado. Door de korte voorbereidingstijd die ze hiervoor had gekregen miste ze de kans om een paar belangrijke vrouwenverenigingen voor zich te winnen. Een deel van haar opdracht bestond er ook in om vrouwenscholen te bezoeken in Engeland. Ze vertrok eind 1898 vanuit de Verenigde Staten en verbleef er vijf maanden. Hoewel ze er eigenlijk voor de regering was, observeerde ze de werking vooral voor zichzelf. Ze was er nog altijd niet in geslaagd een school op te richten en was nu vastbesloten er aan te beginnen zodra ze terug in Japan was.

## Een nieuw begin: De oprichting van Joshi Eigaku Juku
In 1902 veranderde ze haar naam naar Umeko, een teken van haar wil om als zevenendertigjarige vrouw een nieuwe start te nemen. Ze nam ontslag bij de Peeresses' School, wat niet zonder problemen verliep.
De Joshi Eigaku Juku, zoals haar school zou gaan noemen, moest meisjes die waren afgestudeerd een driejarige opleiding bieden die ze zou voorbereiden op het regeringsexamen voor het certificaat van leerkracht Engels. Umeko begreep dat om de status van de vrouw te bevorderen, ze een eigen inkomen moest kunnen verdienen. De school ging van start in een klein gehuurd huis met vier leerkrachten en vijftien studentes. Ze waarschuwde hen dat ze zich nog steeds als 'echte' Japanse vrouwen moesten gedragen omdat ze zich bewust was van het gevaar wanneer men te rechtuit sprak. Ze hoopte dat de minachting tegenover opleidingen voor vrouwen zou verminderen als ze hetzelfde curriculum zou aanbieden als op mannenscholen. Door het gebruik van de leermethodes die ze had gezien op Bryn Mawr en Meiji Jogakkō, moedigde ze de studentes aan hun eigen mening te vormen. Sommige werden hierdoor gechoqueerd, andere aangemoedigd. Ze moesten zich op de les voorbereiden, mochten discussiëren met de leerkracht en moesten het niet eens zijn met haar als ze niet overtuigd waren. Hoewel dit niet zo bijzonder lijkt, verschilde dergelijke ideeën fundamenteel met die van andere opleidingen.
Om hun studies te mogen beginnen, moesten de meisjes toelatingsexamens afleggen en voldoende Engels kunnen spreken. Er werden hoge eisen gesteld, zodat enkel de beste mochten beginnen. Toch waren de groepen die afstudeerden maar klein: sommigen stopten, slaagden niet, trouwden of werden zelfs door gealarmeerde familieleden van de school weggehaald. Toch ging het goed met de school, het aantal studentes nam elk jaar toe en na drie jaar studeerden er al meer dan honderd meisjes. Daarom moest de school verhuizen naar een groter gebouw maar ook daar was maar weinig plaats en de meisjes hadden op hun kamer geen elektriciteit of verwarming. De meeste boeken die ze gebruikte waren giften, vooral van Bryn Mawr en later van het Philadelphia Committee. Ze probeerde zo veel mogelijk problemen te vermijden en dreigde met het weigeren van diploma's wanneer er een studente zich keerde tot feministische of socialistische discussies. Door het te kleine budget, hing de toekomst van de school af van de contacten die Ume in het verleden had gelegd. Het Philadelphia Committee werd vanaf toen het Committee for Miss Tsuda's School Girls genoemd, dat regelmatig geldinzamelingsacties hield in de VS. Alice Bacon, die in 1902 naar Tokio was gekomen om te helpen met de school, werkte er twee jaar gratis en schonk het grootste deel van haar andere inkomen ook aan de school. Daarna deed Anna Hartshorne, die Alice kwam vervangen hetzelfde.

## De laatste jaren
Umeko's problemen met sommige studenten en met de school in het algemeen, waren nefast voor haar gezondheid. Ze had al een paar jaar last van astma en de stress van het werk leidde tot een hartziekte. Het kleine budget van de school, dwong haar er toe ook op andere scholen les te geven, ze werkte mee aan twee tijdschriften, gaf bijles en deed de volledige administratie van de school.
Door de grote aardbeving in Kantō, brandde de school helemaal uit, maar dankzij de genereuze bijdrage van het voormalige Philadelphia Committee kon ze terug volledig worden opgebouwd.
Umeko's problemen hadden echter niet allemaal met de school te maken. Na de dood van Charles Lanman in 1895, was Adeline eenzaam achtergebleven. Ume stuurde haar vaak brieven om haar te laten weten dat ze zo vaak ze kon op bezoek zou komen. Tijdens haar laatste bezoek aan de VS, vond ze Adeline, seniel in een verwaarloosd huis. In Japan was Ume vaak eenzaam, de enige vriendin die ze de laatste jaren van haar leven had was Anna Hartshorne. In 1917 werd Ume in het ziekenhuis opgenomen, ze had diabetes wat leidde tot twee hersenbloedingen. De laatste tien jaar van haar leven bleef ze meestal thuis, ze leefde geïsoleerd van de rest van de wereld en stierf in de zomer van 1929.

## Werk

### Joshi Eigaku Juku
In 1902 stichtte Umeko een van de eerste privé-instellingen voor de hogere opleiding van vrouwen, Joshi Eigaku Juku (zie boven). De naam van de school werd tijdens de educatieve hervormingen in 1948 veranderd in Tsuda College.

### Boeken en Artikels

#### Japanese Girls and women
Een boek geschreven door Alice Bacon in 1891 met de hulp van Ume. Het is een studie van vrouwen in alle klassen.
"Until the position of the wife and mother in Japan is improved and made secure, little permanence can be expected in the progress of the nation toward what is best and highest in the Western civilization"
Ondanks de kritiek die in het boek gegeven wordt op het traditionele en moderne Japan bleef het optimistisch over de rol van de vrouw. Ze toonden het verschil tussen de actieve en moderne vrouwen en de geisha, en benadrukte het belang van opleiding van de meisjes voor het huwelijk. De reactie in Amerika was in het algemeen positief, terwijl er in Japan veel kritiek op het boek werd gegeven. Ume's naam werd alleen vermeld in het voorwoord, om zo haar medewerking aan "Japanese Girls and Women" te verdoezelen.

#### Ine, A Story of Modern Japan
Een onafgewerkte roman, gebaseerd op het leven van een prostituee die Ume had geholpen. Het boek begint als een studie over de sociale wanorde die ontstond door de modernisering van Japan en de botsing tussen nieuwe en traditionele waarden. Nadien gaat het boek echter over Ine, het slachtoffer van een egoïstische vader. Helemaal alleen vertrekt Ine naar Tokio, waar ze hoopt het geld te kunnen sparen dat haar broer nodig heeft voor zijn studies.
Dit is duidelijk ook een reflectie van Ume's eigen leven. Net als Ine vertrok zij naar de VS voor de toekomst van haar familie. En net als Ine had Ume een zekere minachting voor haar vader, zekere na de zoon die hij kreeg met een van de meisjes die bij hem werkte.

#### The Future of Japanese Women
Het artikel werd voor het eerst gepubliceerd in 1897 en was gericht aan een opgeleid Japans en buitenlands publiek. Hierin herhaalde ze de waarschuwingen die vermeld stonden in "Japanese Girl and Women". Ze merkte ook op dat veel van de pas behaalde overwinningen van de vrouwen stilaan weer aan het verdwijnen waren. Ze ontweek echter politieke discussies over vrouwenrechten.